# Euphyia avolaria
Euphyia avolaria är en fjärilsart som beskrevs av William Schaus 1913. Euphyia avolaria ingår i släktet Euphyia och familjen mätare. Inga underarter finns listade i Catalogue of Life.